# Царски път
 Тази статия е за историческия път.  За романа на Михаил Пришвин вижте Царски път (роман).  
Царският път е античен път в Близкия и Средния Изток.

## Описание
Той е престроен от ахеменидския цар Дарий I през V век пр.н.е., за да улесни връзките между столицата Суза и Сарди – главен град в Западна Мала Азия. Трасето на пътя е известно от текстовете на гръцкия историк Херодот, както и от други писмени източници и археологически проучвания.

## Метафора
Изразът „Царски път“ става крилата фраза още в Античността, означаваща най-бърз, лек и разумен способ да се постигне нещо. Знаменито е обръщението на Евклид към желаещия да се обучи по науки древноегипетски цар Птолемей I: „Царски път в геометрията няма!“. Фройд нарича сънищата „царски път към несъзнаваното“.